# Jaja (cràter)
Jaja és un cràter sobre la superfície del planeta nan Ceres, situat amb el sistema de coordenades planetocèntriques a 53.35 ° de latitud nord i 127.52 ° de longitud est. Fa un diàmetre de 22 km. El nom va ser fet oficial per la UAI el 21 de setembre del 2015 i fa referència a Jaja, deessa de la collita en la cultura abjasiana.